# Orthonama albescens
Orthonama albescens là một loài bướm đêm trong họ Geometridae.